# Coltricia
Coltricia is een geslacht van schimmels behorend tot de familie Hymenochaetaceae. De typesoort is Coltricia connata. Deze soort is later hernoemd naar Coltricia perennis.

## Soorten
Volgens Index Fungorum telt het geslacht 58 soorten (peildatum januari 2022):
| Soortnaam                             | Auteur(s)                                   | Publicatiejaar |
| ------------------------------------- | ------------------------------------------- | -------------- |
| Coltricia abieticola                  | Y.C. Dai                                    | 2010           |
| Coltricia africana                    | Masuka & Ryvarden                           | 1993           |
| Coltricia albidipes                   | Corner                                      | 1991           |
| Coltricia albidipes                   | Corner ex Y.C. Dai & Hai J. Li              | 2012           |
| Coltricia arenicola                   | Corner                                      | 1991           |
| Coltricia arenicola                   | Corner ex Y.C. Dai & Hai J. Li              | 2012           |
| Coltricia australica                  | L.W. Zhou, Tedersoo & Y.C. Dai              | 2013           |
| Coltricia austrosinensis              | L.S. Bian & Y.C. Dai                        | 2016           |
| Coltricia bambusicola                 | (Henn.) D.A. Reid                           | 1975           |
| Coltricia barbata                     | Ryvarden & de Meijer                        | 2002           |
| Coltricia cinnamomea (Zijdetolzwam)   | (Jacq.) Murrill                             | 1904           |
| Coltricia confluens (Plakkaattolzwam) | P.-J. Keizer                                | 1997           |
| Coltricia crassa                      | Y.C. Dai                                    | 2010           |
| Coltricia cylindrospora               | Ryvarden                                    | 2007           |
| Coltricia dependella                  | Vasco-Palac. & Ryvarden                     | 2016           |
| Coltricia duportii                    | (Pat.) Ryvarden                             | 1983           |
| Coltricia fibrosa                     | Aime & Ryvarden                             | 2007           |
| Coltricia focicola                    | (Berk. & M.A. Curtis) Murrill               | 1908           |
| Coltricia fonsecoensis                | W.B. Cooke & Bonar                          | 1961           |
| Coltricia fragilissima                | (Mont.) Ryvarden                            | 1982           |
| Coltricia globispora                  | Gomes-Silva, Ryvarden & Gibertoni           | 2009           |
| Coltricia gracilipes                  | Corner                                      | 1991           |
| Coltricia grandis                     | Corner                                      | 1991           |
| Coltricia grandispora                 | Ryvarden & Hauskn.                          | 2006           |
| Coltricia hamata                      | (Romell) Ryvarden                           | 1974           |
| Coltricia haskarlii                   | (Lév.) G. Cunn.                             | 1950           |
| Coltricia hirtipes                    | Corner                                      | 1991           |
| Coltricia kinabaluensis               | Corner                                      | 1991           |
| Coltricia kinabaluensis               | Corner ex Y.C. Dai & Hai J. Li              | 2012           |
| Coltricia lateralis                   | L.S. Bian & Y.C. Dai                        | 2017           |
| Coltricia macropora                   | Y.C. Dai                                    | 2010           |
| Coltricia minima                      | L.S. Bian & Y.C. Dai                        | 2016           |
| Coltricia minor                       | Y.C. Dai                                    | 2010           |
| Coltricia montagnei                   | (Fr.) Murrill                               | 1920           |
| Coltricia oblectabilis                | (Lloyd) Ryvarden                            | 1972           |
| Coltricia oboensis                    | Decock                                      | 2013           |
| Coltricia opisthopus                  | (Pat.) Teng                                 | 1963           |
| Coltricia perennis (Echte tolzwam)    | (L.) Murrill                                | 1903           |
| Coltricia permollis                   | Baltazar & Gibertoni                        | 2010           |
| Coltricia progressus                  | Corner ex Y.C. Dai & Hai J. Li              | 2012           |
| Coltricia pseudocinnamomea            | Burds.                                      | 1969           |
| Coltricia pyrophila                   | (Wakef.) Ryvarden                           | 1972           |
| Coltricia rigida                      | L.S. Bian & Y.C. Dai                        | 2017           |
| Coltricia robusta                     | Vlasák & Ryvarden                           | 2020           |
| Coltricia salpincta                   | (Cooke) G. Cunn.                            | 1948           |
| Coltricia spina                       | Y.C. Dai                                    | 2010           |
| Coltricia strigosa                    | G. Cunn.                                    | 1948           |
| Coltricia strigosipes                 | Corner                                      | 1991           |
| Coltricia subcinnamomea               | L.S. Bian & Y.C. Dai                        | 2020           |
| Coltricia subfastosa                  | Corner                                      | 1991           |
| Coltricia subperennis                 | (Z.S. Bi & G.Y. Zheng) G.Y. Zheng & Z.S. Bi | 1997           |
| Coltricia subverrucata                | L.S. Bian & Y.C. Dai                        | 2020           |
| Coltricia truncicola                  | Corner                                      | 1991           |
| Coltricia tsugicola                   | Y.C. Dai & B.K. Cui                         | 2006           |
| Coltricia velutina                    | Baltazar & Gibertoni                        | 2010           |
| Coltricia verrucata                   | Aime, T.W. Henkel & Ryvarden                | 2003           |
| Coltricia weii                        | Y.C. Dai                                    | 2010           |
| Coltricia wenshanensis                | L.S. Bian & Y.C. Dai                        | 2017           |